# Liste des épisodes de Private Practice
Cette page présente la liste des épisodes du feuilleton télévisé Private Practice.

## Épisodes pilotes
Les épisodes pilotes sont les épisodes 3-22 et 3-23 de la série Grey's Anatomy.
1. La vie rêvée... (The Other Side of This Life [1/2])
2. ...Des autres (The Other Side of This Life [2/2])

## Première saison (2007)
Après avoir échoué à se réconcilier avec les deux hommes de sa vie, le Dr Addison Montgomery quitte l'hôpital du Seattle Grace pour Los Angeles. Elle y retrouve des amis d'université, notamment Naomi et Sam, et accepte un poste dans leur clinique spécialisée dans la fertilité et la médecine parallèle. Peu à peu, sa vision idéaliste du mariage et des réussites professionnelles se dégrade, en constatant que même des conseillers conjugaux ne parviennent pas à faire fonctionner leur propre mariage.
1. Une nouvelle vie / L'arrivée d'Addison (In Which We Meet Addison, a Nice Girl From Somewhere Else)
2. Échange non standard / Le loup dans la nurserie (In Which Sam Receives an Unexpected Visitor)
3. Des bleus à l'âme / Et en plus, il pleut ! (In Which Addison Finds the Magic)
4. Devine qui vient dîner / Vous venez ou pas ? (In Which Addison Has a Very Casual Get Together)
5. Les fantasmes d'Addison (In Which Addison Finds A Showerhead)
6. Le grand sommeil / Nuits blanches (In Which Charlotte Goes Down the Rabbit Hole)
7. Rendez-vous ratés (In Which Sam Gets Taken for a Ride)
8. Péché mortel (In Which Cooper Finds a Port In His Storm)
9. KO debout / Le combat de Dell (In Which Dell Finds His Fight)

## Deuxième saison (2008-2009)
1. Petits secrets entre amis (A Family Thing)
2. Éthique ou pratique ? (Equal and Opposite)
3. Sujets tabous / Rien à dire (Nothing to Talk About)
4. La pêche aux voix / Passé recomposé (Past Tense)
5. Franchir le cap (Let It Go)
6. Les raisons du cœur (Serving Two Masters)
7. La tentation du Diable (Tempting Faith)
8. Crime et châtiment / Délivrances (Crime and Punishment)
9. Passer la main / Savoir s'arrêter (Know When To Fold)
10. Engrenages / Cercles vicieux (Worlds Apart)
11. Contamination (Contamination)
12. Un choix impossible / Le chemin du retour (Homeward Bound)
13. Rien à craindre / Dilemme (Nothing to Fear)
14. Seconde chance / Un lien étouffant (Second Chances)
15. Un choix difficile / Appel au secours (Acceptance)
16. Les complications... (Ex-Life)
17. Masculin, féminin (Wait and See)
18. Le début ou la fin / Prendre du recul (Finishing)
19. Ce que femme veut (What Women Want)
20. Question d'éthique / Écart de conduite (Do the Right Thing)
21. Ce que l'on ne ferait pas par amour / Fous d'amour (What You Do For Love)
22. Le mien, le tien, le vôtre / La danse des ventres (Yours, Mine and Ours)

## Troisième saison (2009-2010)
1. La mort dans l'âme (A Death in the Family)
2. Culpabilités (The Way We Were)
3. Un cœur en attente (Right Here, Right Now)
4. Repousser les limites / Être mère (Pushing the Limits)
5. Les larmes du bourreau / Partenaires particuliers (Strange Bedfellows)
6. Faux départ / Un bébé sur mesure (Slip Slidin' Away)
7. Dérives / Crash (The Hard Part)
8. Mortelle randonnée (Sins of the Father)
9. Piège parental (The Parent Trap)
10. La proie des flammes (Blowups)
11. Une seconde chance / Une autre chance (Another Second Chance)
12. Du cœur au ventre / Projet de naissance (Best Laid Plans)
13. Choix impossibles / Un choix impossible (Shotgun)
14. Morsures d'amour / L'amour ça fait mal (Love Bites)
15. Amours prématurés / Jusqu'à ce que la mort nous sépare ('Til Death Do Us Part)
16. Ruptures / Fuite en avant (Fear of Flying)
17. Le choix (Triangles)
18. Jugement à l'hôpital / Des vies en balance (Pulling the Plug)
19. Réveil brutal (Eyes Wide Open)
20. Deuxième choix / Roue de secours (Second Choices)
21. Le procès d'une mère / Déchirements (War)
22. Au nom de l'amour / Le bonheur assassin (In the Name of Love)
23. Tout le mal en une fois (The End of a Beautiful Friendship)

## Quatrième saison (2010-2011)
1. Deuxième essai (Take Two)
2. Traitement de choc (Short Cuts)
3. Complexe de supériorité (Playing God)
4. Trouver sa place (A Better Place to Be)
5. Dedans dehors (In or Out)
6. A tort ou à raison (All in the Family)
7. Cauchemar (Did You Hear What Happened to Charlotte King?)
8. Silence et conséquences (What Happens Next)
9. Confrontations (Can't Find My Way Back Home)
10. Tout à perdre (Just Lose It)
11. Reconnaissances (If You Don't Know Me By Now)
12. Le mariage (Heaven Can Wait)
13. Amour aveugle (Blind Love)
14. Retour à la terre (Home Again)
15. Deux pas en arrière (Two Steps Back)
16. Baiser d'adieu (Love and Lies)
17. Un pas de trop (A Step Too Far)
18. La musique des silences (The Hardest Part)
19. Ce qu'il nous reste (What We Have Here...)
20. Mises au ban (Something Old, Something New)
21. L'enfant roi (God Bless the Child)
22. Quelque chose doit changer (...To Change the Things I Can)

## Cinquième saison (2011-2012)
1. Dieu dispose (God Laughs)
2. Le bon numéro (Breaking the Rules)
3. Pulsions et compulsions (Deal With It)
4. Père et fils (Remember Me)
5. La première étape (Step One)
6. Turbulences (If I Hadn't Forgotten...)
7. Jamais assez (Don't Stop Till You Get Enough)
8. Toute dernière fois (Who We Are)
9. Thérapies de groupe (The Breaking Point)
10. Avec ou sans toi (Are You My Mother?)
11. Ruptures (The Standing Eight Count)
12. Perdu d'avance (Losing Battles)
13. Connaître la suite (The Time Has Come)
14. Ceux qui comptent (Too Much)
15. Cœurs brisés (You Break My Heart)
16. Andromède (Andromeda)
17. Décisions difficiles (The Letting Go)
18. Grosse journée (It Was Inevitable)
19. Celui qu'Addison attendait (What We Have Here...)
20. Comme un garçon (True Color)
21. À la dérive (God Bless the Child)
22. Le bébé licorne (Gone Baby Gone)

## Sixième saison (2012-2013)
Le 11 mai 2012, la série a été renouvelée pour une sixième saison de 13 épisodes diffusée du 25 septembre 2012 au 22 janvier 2013.
En octobre 2012, à la suite de certains départs, en particulier celui de Kate Walsh (qui tient le rôle principal d'Addison) à la fin de la saison 6, la créatrice Shonda Rhimes souhaitait poursuivre avec une nouvelle histoire. Mais devant les audiences décevantes, la chaîne ABC et elle-même ont décidé de stopper la série à la fin des 13 épisodes déjà commandés pour la saison 6.
1. En état de choc (Aftershock)
2. Un brin de nostalgie (Mourning Sickness)
3. Faire face (Good Grief)
4. Prendre pour acquis (You Don't Know What You've Got Till It's Gone)
5. Le prochain épisode (The Next Episode)
6. Bouleversements (Apron Strings)
7. La vie selon Jake (The World According to Jake)
8. Se raccrocher à la vie (Life Support)
9. Renaissance (I'm Fine)
10. À tout prix (Georgia on My Mind)
11. Contre toute attente (Good Fries Are Hard to Come By)
12. Nouvelle vie (Full Release)
13. Ce n'est qu'un au revoir (In Which We Say Goodbye)